# Necdet Ünüvar
Necdet Ünüvar (* 6. Juni 1960 Landkreis Ceyhan der Provinz Adana) ist ein türkischer Endokrinologe, Hochschullehrer und Politiker der AKP.
Necdet Ünüvar absolvierte die Fakultät für Medizin an der Atatürk Üniversitesi. Seine Fachausbildung erhielt er im Bereich der inneren Medizin, der Endokrinologie und Stoffwechselkrankheiten am Universitätsklinikum des Gesundheitsministeriums in Ankara. Necdet Ünüvar wurde danach Dozent und Professor. Er war Hochschulprofessor für innere Medizin an der medizinischen Fakultät der Atatürk Üniversitesi. Des Weiteren war er an derselben Universität Vorstand der Bereiche für Endokrinologie und Stoffwechselkrankheiten. Ünüvar war Staatssekretär für das Gesundheitsministerium. In der 23. Legislaturperiode der Großen Nationalversammlung der Türkei ist er Abgeordneter der Provinz Adana. Diese Position bekleidet Necdet Ünüvar seit den Parlamentswahlen in der Türkei 2007.
Necdet Ünüvar spricht Englisch, ist verheiratet und Vater von drei Kindern.